# Thomas Sunn Pedersen
Thomas Sunn Pedersen (* 1970 in Roskilde) ist ein dänischer Plasmaphysiker.
Pedersen studierte ab 1990 Angewandte Physik und Physikingenieurwesen an der Technischen Universität Dänemarks in Lyngby mit dem Diplom 1995 in Plasmaphysik (Numerical and Theoretical investigations of Resistive Drift Wave Turbulence). Danach war er am Risø DTU bei Roskilde und am Joint European Torus, bevor er ans Massachusetts Institute of Technology (MIT) ging, wo er 2000 bei Robert Granetz und Miklos Porkolab über den Transport von Verunreinigungen in das Plasma des dortigen Tokamak Experiments Alcator C-Mod promoviert wurde (Edge Plasma Phenomena in the Alcator C-Mod Tokamak Measured by High Resolution X-Ray Imaging Diagnostics). Danach war er Assistant Professor und ab 2005 Associate Professor an der Columbia University, wo er den Columbia Non-Neutral Torus konzipierte und aufbaute, einen Stellarator zum Studium nicht-neutraler Plasmen (wie reinen Elektronenplasmen und Elektron-Positron-Plasmen).
2011 wurde er „Wissenschaftliches Mitglied“ der Max-Planck-Gesellschaft und ist Leiter der Abteilung Rand- und Divertorphysik für Stellaratoren am Teilinstitut des Max-Planck-Institut für Plasmaphysik (MPP) in Greifswald, wo der Stellarator Wendelstein 7-X angesiedelt ist. 2012 wurde er zudem als Professor ans Institut für Physik der Universität Greifswald berufen.
Im März 2023 wechselte Pedersen als Chief Technology Officer zum Unternehmen Type One Energy, das zum Ziel hat, einen Fusionsreaktor auf Stellaratorbasis zu bauen.

## Auszeichnungen
2005 erhielt er einen Career Award der National Science Foundation. 2011 wurde er Fellow der American Physical Society. 2017 erhielt er einen ERC Advanced Grant des European Research Council.

## Schriften (Auswahl)
- mit Allen H. Boozer: Confinement of Nonneutral Plasmas on Magnetic Surfaces, Phys. Rev. Letters, Band 88, 2002,  S. 205002
- mit  J. P. Kremer, R. G. Lefrancois, Q. Marksteiner, X. Sarasola, .N Ahmad: Experimental demonstration of a compact stellarator magnetic trap using four circular coils, Physics of Plasmas, Band 13, 2006, S. 012502
- mit J. P. Kremer, R. G. Lefrancois, Q. Marksteiner: Experimental confirmation of stable, small-Debye-length, pure electron plasma equilibria in a stellarator, Phys. Rev. Letters, Band 97, 2006, S. 095003
- mit Q. R. Marksteiner, J. W. Berkery, M. S. Hahn, J. M. Mendez, H. Himura: Observations of an ion-driven instability in nonneutral plasmas confined on magnetic surfaces, Phys. Rev. Letters, Band 100, 2008, S. 065002

Siehe auch: Publikationen von Prof. Dr. Thomas Sunn Pedersen. IPP